# Muhammad Sakizli
Muhammad Sakizli (1892-14 de janeiro de 1976) foi um político líbio que exerceu os seguintes cargos:
- primeiro-ministro da Cirenaica (Março de 1950 - Dezembro de 1951);
- governador da Cirenaica (Dezembro de 1951 - Maio de 1952);
- primeiro-ministro da Líbia (Fevereiro - Abril de 1954).